# Thomas Button
Sir Thomas Button (død april 1634) var en walisisk officer i Royal Navy og opdager, som i 1612–1613 ledede en ekspedition, som uden held forsøgte at finde spor efter Henry Hudson og sejle gennem Nordvestpassagen.

## Liv og virke
Thomas Button sejlede fra England i begyndelsen af maj 1612 med de to skibe "Resolution" og "Discovery", og nåede mundingen af en flod. Han kaldte floden Nelson River efter en af mandskabet, som var omkommet undervejs. Ekspeditionen overvintrede på det stedet, som i dag er kendt som Port Nelson, og året efter satte de kursen mod nord for at søge efter Nordvestpassagen. De mistede skibet "Resolution" i isen og fortsatte mod 65° nord. Han opdagede og navngav øen Mansel ogvendte tilbage til England i september 1613. Han blev krediteret for opdagelsen, og for at have sikret vestkysten britisk herredømme over Hudsonbugten, som han kaldte New Wales. Regionen fik igen besøg 12 år senere, i 1631 af kaptajnerne Thomas James og Luke Foxe. Da kaptajn Foxe opdagede et kors, som var rejst af Button i Port Nelson, gav han stedet og kysten på nordsiden af Nelson River navnet New North Wales og alt land på sydsiden for New South Wales.
Button blev slået til ridder af Jakob I og kunne der efter bruge titlen Sir foran navnet. Han fortsatte sin succesrige karriere på havet og blev udnævnt til Admiral of the King's Ships on the coast of Ireland, som han var resten af karrieren.  Trods sin position i Royal Navy, var han længe i konflikt med det engelske adimiralitet, hvilket var nær ved at føre til en resolution, til hans fordel, lige før han døde.
Button og hans mænd var det første kendte europæere, som har været i det område, som i dag er kendt som Manitoba. Hans opdagelse fik andre til at følge efter ved at bruge landmærker, hans historier og hans detaljerede nedtegnelser. De første kort over områder nær Hudsonbugten er lavet etter hans, og forgængeren Henry Hudsons opdagelser. De var de første europæere i dette område af Nordamerika. Han var en af de allerførste europæere til at udforske Nordamerika i mange af de områder, som i dag er en del af Canada. Nelson River fik navn efter ham.
Historien om Thomas Button er ikke så kendt, og han har fået liden anerkendelse for sitt arbejde. Det meste af Hudson's Bay Companys historie er heller ikke så godt kendt til trods for, at righoldigt arkivmateriale er tilgængelig i Manitoba i Canada. Det største landekøb i den canadiske histories skyldes Hudson's Bay Companys virksomhed. Selskabet kan i stor grad have haft ansvaret for de første opdagere og korttegnere i området.